# Interior (Degas)
Interior (en francés: Intérieur), es una pintura al óleo sobre tela de Edgar Degas (1834–1917), pintada en 1868–1869. Descrita como "la más desconcertante de las obras principales de Degas", representa una tensa y silenciosa confrontación en un interior a la luz de una lámpara, entre un hombre de pie y una mujer sentada en ropa interior. El carácter teatral de la escena ha dirigido a los historiadores del arte a buscar una fuente literaria para la composición, pero ninguna de las propuestas ha conocido aceptación universal. Incluso el título de la pintura es incierto; conocidos del artista se refirieron a ella como Le viol o Intérieur, y fue bajo este último título que Degas la exhibió por primera vez en 1905. La pintura está albergada en el Museo de Filadelfia de Arte.

## De fondo
Degas pintó Interior en un momento en que su creciente compromiso con el Realismo lo había alejado de su anterior preocupación por los temas históricos como Semíramis construyendo Babilonia (1860–1862), Jóvenes espartanos haciendo ejercicio (ca.1860), y la pintura que marcó su debut en el Salón, Escena de guerra en la Edad Media (1865). Su nueva dirección se hizo evidente cuando exhibió Steeplechase — El jockey caído, una escena contemporánea, en el Salón de 1866. Degas probablemente pretendía entregar Interior para la exposición en el Salón de 1869, pero no se mostró públicamente hasta junio de 1905, cuando se exhibió en la galería de Durand-Ruel en París.
Degas se refirió al trabajo en 1897 como "mon tableau de genre" ("mi pintura de género"), lo que sugiere que  consideraba la pintura anómala entre sus trabajos.

## Interpretación
Interior ha sido descrito como "la más teatral de todas las composiciones de la vida moderna de Degas". Los historiadores del arte han escrito sobre el "carácter claramente dirigido": los elementos están dispuestos como si fueran accesorios, mientras la iluminación dramática aumenta la impresión de que se está representando una obra ... Contrasta el hombre de pie, amargo y arrogante apoyado contra la puerta, en la zona más en sombra del cuarto, con la mujer sentada en ropa interior, probablemente llorando, dándole la espalda que ilumina la lámpara, sacando también reflejos a la seda del forro de la caja de costura y el collar sobre el velador. Su sombrero y ropa están a los pies de la cama, su corsé en el suelo. Además del tema misterioso, este efecto de escenario es presumiblemente una de las principales razones por las que los historiadores repetidamente han intentado identificar una fuente literaria para la pintura." Varias novelas naturalistas fueron consideradas. Georges Rivière, un amigo de los impresionistas, sugirió por primera vez la novela de Louis Edmond Duranty, La lucha de Francoise Duquesnoy, como fuente; la idea fue aceptada por R.H. Wilenski y otros pero los expertos de Duranty la consideraron insatisfactoria. Más tarde, una escena dentro de la obra de Émile Zola Madeleine Férat fue identificada con elementos de la pintura de Degas— pero mientras la cama estrecha y la mesa redonda se correspondían, la posición de las figuras no.
En 1976, el historiador del arte Theodore Reff publicó su conjetura de que Interior describe una escena de la novela de Zola Thérèse Raquin. Esta idea alcanzó amplia aceptación.
Thérèse Raquin, publicada en 1867, cuenta la historia de una joven huérfana cuya tía la ha obligado a casarse con su hijo enfermizo, Camille Raquin. Thérèse inicia un romance con uno de los amigos de Camille, Laurent, y los dos llevan a cabo un complot para asesinar a Camille, escenificando la muerte para que parezca un accidente. Más tarde, en su noche de bodas, Thérèse y Laurent encuentran su relación envenenada por la culpa.
El pasaje considerado que corresponde estrechamente con la escena descrita por Degas ocurre al inicio del capítulo 21 de la novela de Zola:

"Laurent cerró cuidadosamente la puerta detrás de él y permaneció allí un momento, apoyado en ella, mirando la habitación con una expresión ansiosa y confundida. Un fuego brillante ardía en la rejilla, proyectando remiendos dorados que bailaban sobre el techo y las paredes. La habitación quedó así iluminada por un resplandor brillante y vacilante que atenuaba la lámpara puesta en una mesa. Madame Raquin había intentado arreglar la habitación de manera atractiva, toda blanca y perfumada, como para servir de nido para jóvenes amantes; la vieja tendera había optado por añadir a la cama unos encajes y llenar los jarrones de la repisa con grandes ramos de rosas. Un suave calor flotaba en el aire, con suaves olores. 

Thérèse estaba sentaba en una silla baja, a la derecha de la chimenea. Con la barbilla en la mano, miraba fijamente las llamas danzantes, y no volvió la cabeza cuando Laurent entró en la habitación. Vestida con una enagua y una chaqueta de cama con bordes de encaje, se veía particularmente pálida a la brillante luz del fuego. Su chaqueta había resbalado de un hombro que mostraba rosado a través de los mechones de su cabello negro. Laurent dio unos pasos, sin hablar. Se quitó la chaqueta y el chaleco. En mangas de camisa, volvió a mirar a Thérèse, que no se había movido. Pareció dudar. Entonces notó el hombro rosado, y se inclinó para presionar sus labios temblorosos contra ese trozo de piel desnuda. La joven apartó el hombro, y se dio la vuelta abruptamente. Miró a Laurent con una mirada tan extrañamente mezclada de repugnancia y pavor que él dio un paso atrás, preocupado e incómodo, como vencido por el terror y el disgusto.

Reff atribuyó ciertos elementos en la pintura que no aparecen en el texto (p. ej., la caja de costura, y el corsé en el piso) a la licencia artística, y quizás la influencia de un segundo texto literario.

Paul Gavarni, Les Lorettes, lámina 5, litografía publicada en Le Charivari, 2 de octubre de 1841.

En 2007, Felix Krämer publicó un artículo en que discrepaba de las conclusiones de Reff. En particular, Krämer escribió sobre la discrepancia "crítica" entre el dormitorio marital descrito por Zola y la cama individual y estrecha en la pintura; además, la colocación del sombrero de copa del hombre en la cómoda al fondo sugiere que el sujeto no acaba de entrar en la habitación, como Laurent ha hecho en el citado pasaje.

Krämer en cambio propuso como la "fuente más obvia" para la composición de Degas una litografía de Paul Gavarni: la hoja número cinco de la serie Lorettes, publicada en 1841 en Le Charivari. Gavarni fue un artista muy admirado por Degas, quién acumuló una colección de unas 2,000 litografías de Gavarni. Puntos de semejanza entre la impresión y la pintura descritos por Krämer: 
Como en Le Viol de Degas, [la mujer] está de espaldas al hombre que está frente a la puerta, con las piernas abiertas y las manos en los bolsillos. Desde arriba, como contemplando su premio, su mirada se fija en la mujer que, significativamente, está sentada sobre una alfombra de piel de animal. La postura del hombre no solo recuerda a la de la pintura de Degas, sino que la mujer también está en una pose comparable, con la mano derecha levantada hacia su cabeza, la prenda deslizándose por el hombro. Incluso los cuadros en la pared y la ropa dejada en el sofá podrían haber inspirado a Degas.
El grabado de Gavarni describe a una prostituta; el título Lorettes es una referencia al barrio de París de Notre-Dame de la Lorette, hogar entonces de muchas prostitutas. Como dejó escrito en 1841 Maurice Alhoy en su Physiologie de la Lorette, estas mujeres vivían en hoteles y llevaban sus escasas pertenencias en maletas pequeñas, siempre incluyendo una caja de costura que era indispensable como medio por el que las "Lorettes" mantenían las apariencias. Según Krämer, la prominencia dada a la caja de costura en Interior, junto con indicios de sangre en la cama, refuerzan el hecho de que Interior es una escena representando prostitución y las secuelas de una violencia sexual, más que una discordia marital.

## Influencia
La influencia de Interior ha sido notada en las composiciones del protegido de Degas Walter Sickert, específicamente en la serie El asesinato de Camden Town de 1908, y en su pintura Ennui de 1914. En una conversación con Sickert, Degas describió Interior como pintura de género, y como en la pieza del francés, en el británico Sickert las representaciones de hombres y mujeres juntos están marcadas por la tensión dramática y la ambigüedad narrativa.